# Middle Eastern Culture Centre in Japan

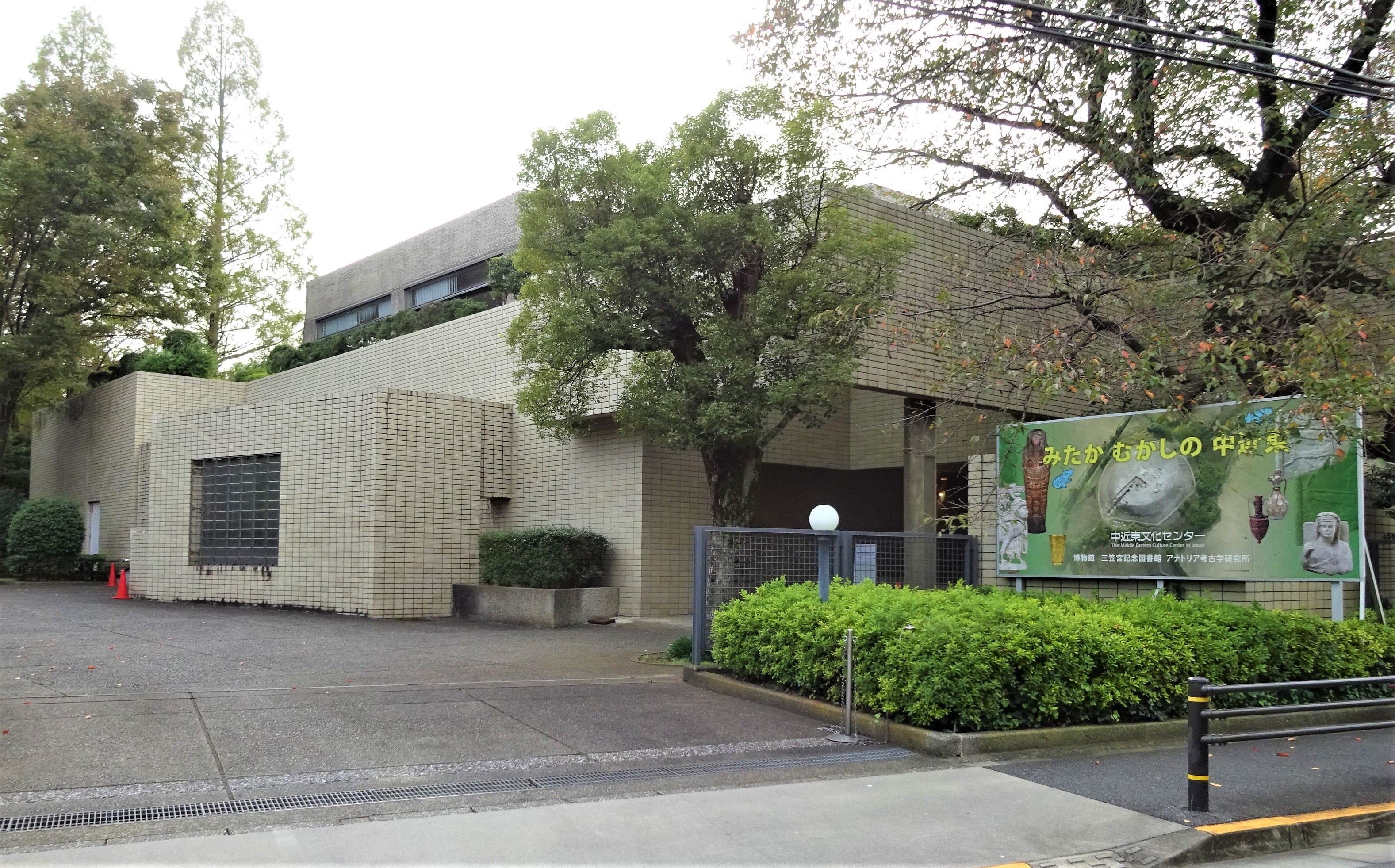
Gebäude des Middle Eastern Culture Center in Japan

Das Middle Eastern Culture Centre in Japan (engl. für das Chūkintō bunka center; mit vollem Namen japanisch 公益財団法人 中近東文化センター kōeki-zaidan-hōjin Chūkintō-Bunka-Sentā; dt. etwa „gemeinnützige Stiftung Kulturzentrum für den Nahen Osten“) ist eine Forschungseinrichtung und ein Museum in Mitaka in der Präfektur Tokio westlich von Tokio. Es wird von einer gemeinnützigen Stiftung getragen.
Es wurde auf Initiative von Prinz Mikasa Takahito durch Idemitsu Sazō im Oktober 1979 errichtet. Ziel ist die Erforschung der historischen Kultur des Nahen Ostens und die Präsentation der Ergebnisse. Dafür verfügt es über ein Museum und eine wissenschaftliche Bibliothek.
Angeschlossen ist das Japanische Institut für Anatolische Archäologie (JIAA), dass eine Ausgrabung in Kaman-Kalehöyük durchführt.

## Monographienreihe
- Bulletin of the Middle Eastern Culture Center in Japan. Band 1, 1984–11, 1999, ISSN 0177-1647 (Erscheinen eingestellt).